# Stary cmentarz katolicki w Lutowiskach

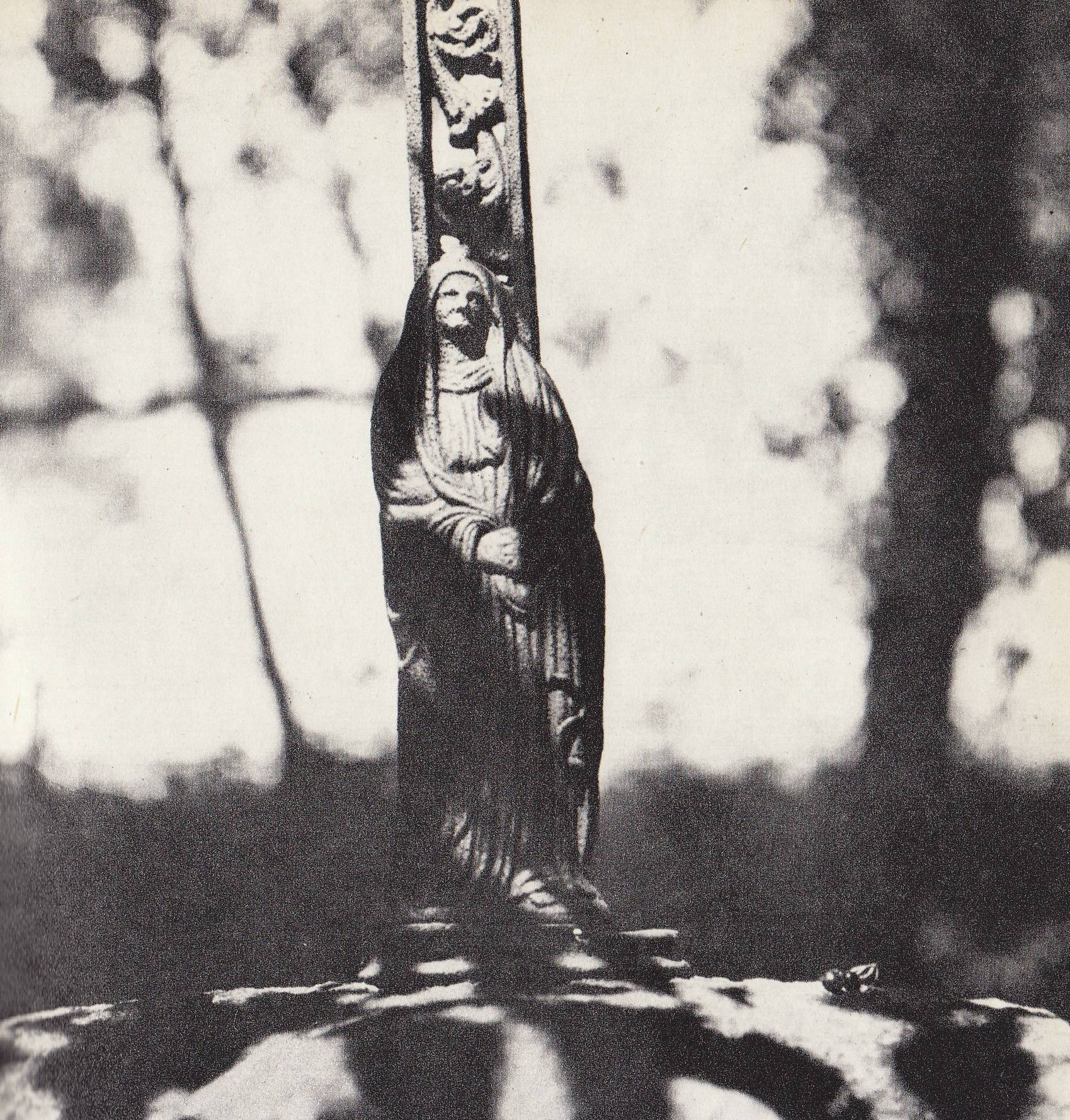
Detal starego nagrobka na cmentarzu

Stary cmentarz katolicki w Lutowiskach – cmentarz służący rzymskokatolickiej i greckokatolickiej ludności Lutowisk. Powstał przypuszczalnie na przełomie XVIII i XIX wieku. Służył katolikom obu obrządków, a to z powodu braku odrębnego cmentarza dla rzymskich katolików, którzy stanowili w Lutowiskach mniejszość. Miał charakter cmentarza przycerkiewnego - miejscowa Cerkiew św. Michała Archanioła znajdowała się w jego górnej, zachodniej części. Sam cmentarz ma powierzchnię ok. 0,58 ha, kształt zbliżony do litery "L" i rozciąga się z zachodu na wschód.
Na cmentarzu zachowało się kilkadziesiąt starych nagrobków, z których najstarsze pochodzą z lat 60. XIX wieku. Obecnie chowani są tam również nieliczni zmarli grekokatolicy zamieszkujący Lutowiska i okolice.
Na cmentarzu znajduje się miniaturowa replika rozebranej cerkwi.
W 1988 cmentarz został odnowiony przez społeczników - Społeczną Komisję Opieki nad Zabytkami Sztuki Cerkiewnej przy Zarządzie Głównym TOnZ w Warszawie.